# Zhang Shuai (tennista)
Zhang Shuai (张帅S, Zhāng ShuàiP; Tientsin, 21 gennaio 1989) è una tennista cinese.
Nel corso della sua carriera ha vinto in singolare cinque tornei WTA e vanta come miglior risultato nei tornei del Grande Slam due quarti di finale agli Australian Open 2016 e a Wimbledon 2019, diventando la quarta tennista del suo Paese (dopo Li Na, Zheng Jie e Peng Shuai) a raggiungere tale risultato. Ottima doppista, in questa specialità si è aggiudicata tredici titoli, tra cui gli Australian Open 2019 e gli US Open 2021 in coppia con Samantha Stosur.

## Biografia
Figlia del rugbista Zhang Zhi Qiang, è allenata da Liu Shuo. Ha intrapreso la carriera tennistica già a 6 anni e a 12 ha iniziato a lavorare con la CTA (l'associazione tennistica cinese); tra i suoi miti Andre Agassi, Roger Federer, Rafael Nadal, Monica Seles e Justine Henin. Nel suo palmarès compaiono ben 22 titoli ITF in singolare e 8 titoli ITF in doppio. 

### 2009-2011: esordi nel circuito maggiore
La Zhang si mette in evidenza con la vittoria in due set (7-5 7-6) contro l'allora numero uno del ranking mondiale Dinara Safina nel prestigioso Premier Mandatory di Pechino nel 2009.
Ha raggiunto la sua prima semifinale a livello WTA circa un anno dopo, a Canton nel 2010, persa nettamente contro Alla Kudrjavceva. Si è spinta anche fino ai quarti di finale a Copenaghen nel 2011.
Sempre nel 2011 riesce ad aggiudicarsi il suo primo titolo WTA a Osaka nel doppio, insieme alla veterana Kimiko Date: in finale hanno battuto in un lottatissimo match la coppia decisamente favorita formata da Vania King e Jaroslava Švedova, finaliste allo US Open dello stesso anno, con il risultato finale di 7-5 3-6 [11-9].

### 2012: due titoli in doppio
Il 6 maggio 2012 ottiene il secondo successo WTA in doppio all'Estoril Open: in coppia con la taiwanese Chuang Chia-jung ha sconfitto il duo kazako composto da Jaroslava Švedova e Galina Voskoboeva con il punteggio di 4-6 6-1 [11-9]. Il 22 settembre conquista il terzo titolo WTA in doppio al Guangzhou International Women's Open in coppia con Tamarine Tanasugarn battendo in finale la coppia formata da Jarmila Gajdošová e Monica Niculescu.

### 2013: primi successi in singolare
Il 21 settembre 2013, vince il primo titolo WTA della carriera in singolare al Guangzhou International Women's Open battendo in finale la statunitense Vania King per 7–6(1), 6-1. Qualche mese più tardi, il 3 novembre, vince il suo primo torneo WTA 125s, battendo in finale la nipponica Ayumi Morita. Dopo aver vinto la cinese il primo set, la Morita si ritira per un problema alla spalla destra. Grazie a questi successi, Zhang riesce ad ottenere il best-ranking a fine anno, issandosi al numero 51 del mondo.

### 2014: top-40 e seconda vittoria su una top-10
Zhang comincia l'anno disputando il torneo di casa a Shenzhen, dove perde subito da Chan per 6-3 4-6 2-6. Nella trasferta australiana, coglie ad Hobart la prima vittoria dell'anno contro Jie Zheng (6-3 6-1) prima di venire battuta da Klara Koukalova in due set. All'Australian Open cede subito a Mona Barthel. Stessa sorte le tocca a Pattaya (perdente da Kuznetsova) mentre a Doha riesce a sconfiggere l'ucraina Zanevska per 6-3 6-2 prima di cedere a Cetkovska per 6-3 al terzo set. Nonostante questi risultati non molto positivi, riesce a entrare, per la prima volta in carriera, nella top-50 della classifica dopo Pattaya (precisamente al numero 49). A Dubai non riesce a superare le qualificazioni mentre ad Acapulco centra la prima semifinale dell'anno: da numero 8 del seeding, supera Madison Keys per 4-6 6-1 6-4, batte Wozniak in due set ed elimina Ajla Tomljanovic ai quarti, con lo score di 6-1 5-7 6-2. Nella semifinale contro la prima testa di serie, Dominika Cibulkova, è costretta al ritiro sul 2-4 nel primo set. Dopo due eliminazioni all'esordio nel "Sunshine Double", partecipa al primo torneo su terra del suo anno, a Charleston; batte al primo turno la tennista di Taipei Su-Wei Hsieh per 3-6 7-6(5) 7-6(0) ma al secondo turno si arrende ad Ajla Tomljanovic in tre set. A Kuala Lumpur è accreditata della seconda testa di serie: sconfigge la connazionale Saisai Zheng con lo score di 2-6 6-2 6-2 mentre al secondo turno elimina la wild-card Ling Zhang per 6-0 al terzo. Ai quarti riesce ad avere la meglio di Magda Linette per 6-2 2-6 6-1, giungendo alla seconda semifinale WTA dell'anno. nella circostanza si arrende a Donna Vekic in tre parziali. Grazie a questo risultato, entra nella top-40, alla posizione numero 40. Nella stagione su terra non raccoglie ottimi risultati nelle prime uscite: raccoglie 3 sconfitte all'esordio a Marrakech, a Oeiras e a Madrid, senza vincere un set. Si riscatta, però, a Roma, dove centra i quarti di finale; nel suo percorso, batte Lauren Davis in due set e, al secondo turno, ottiene la seconda vittoria in carriera ai danni di una top-10 contro Petra Kvitova (numero 6 del mondo) con lo score di 7-6(6) 5-7 6-3. Al terzo turno sconfigge Christina McHale per 6-2 4-6 6-2, centrando il primo quarto di finale in un Premier-5. Nella circostanza viene eliminata da Serena Williams, numero 1 del mondo e futura vincitrice, per 1-6 3-6. Grazie a questo exploit, ritocca il suo best ranking, issandosi al numero 36 del ranking. Chiude la stagione su terra al Roland Garros, dove esce all'esordio contro Agnieszka Radwanska in due set.
A Birmingham si avvia la stagione sull'erba per Shuai. Da testa di serie numero 9, batte la qualificata Danilidou (7-5 6-4), sconfigge Peer in tre set e Cetkovska in 2, raggiungendo i quarti di finale, dove si impone su Sloane Stephens, testa di serie numero 3, per 6-3 6-1. In semifinale (la terza WTA dell'anno) si arrende a Ana Ivanović per 2-6 2-6. Il resto della stagione erbivora non sorride alla cinese, che perde subito sia a Eastbourne che a Wimbledon (rispettivamente contro Varvara Lepchenko e Carla Suarez Navarro).
Shuai prende parte allo swing americano, dove centra solo una vittoria (a Cincinnati) in quattro tornei giocati. In seguito, gioca in Cina gli ultimi 2 tornei dell'anno: al China Open perde subito da Caroline Garcia mentre all'international di Tianjin, dove è testa di serie numero 5, batte Kovinic per 6-2 6-1 prima di venir estromessa da Su-Wei Hsieh al tie-break del terzo set. Chiude l'anno in discesa nel ranking, al numero 62 del mondo, in seguito alla perdita dei punti dei tornei vinti nell'ultima parte del 2013.

### 2015 -Annus horribiliscon uscita dalla top-100
Shuai comincia l'anno con 3 sconfitte al primo turno nella trasferta australiana: perde contro Jarmila Wolfe a Brisbane, contro Jabeur nelle qualificazioni per Sydney e contro Cornet all'Australian Open. A Pattaya coglie la prima vittoria annuale contro Donna Vekic (6-2 6-0) prima di venire estromessa da Vera Zvonareva in 2 set. A Dubai non riesce a passare le qualificazioni mentre a Miami esce subito per mano di Annika Beck in tre parziali. Prima della stagione su terra, scende in classifica fino ad uscire dalle prime 80 del mondo. Sulla terra non ottiene risultati confortanti: conferma il secondo turno a Charleston, vince una partita a Praga contro Kuznetsova (tds numero 4) prima di cedere al secondo turno a Danka Kovinic. Dopo aver perso al primo turno di qualificazioni a Roma contro Tsurenko, esce dalle prime 100 del mondo per non aver difeso il quarto di finale raggiunto nel 2014. A Norimberga elimina Jovanovski all'esordio, prima di cedere a Misaki Doi in tre parziali. Al Roland Garros cede subito a Kiki Bertens.
Anche la stagione su erba regala ben poche soddisfazioni alla cinese: esce subito a 'S-Hertogenbosch e all'ITF di Ilkley mentre a Wimbledon non riesce a qualificarsi per il tabellone principale, perdendo all'ultimo turno utile contro Aliaksandra Sasnovich. Gioca una breve parentesi sulla terra rossa nell'ITF turco di Bursa (dove centra i quarti perdendo da Sevastova) e nel torneo di Bucarest, dove cede all'esordio a Dugheru.
Dopo la prematura uscita di scena dall'international di Nanchang (battuta dalla connazionale Liu in 2 set), precipita al numero 198 del ranking. A questo punto, è costretta a giocare sia tornei WTA che ITF per cercare di risalire nel ranking. Fino alla fine dell'anno non ottiene nessun risultato di rilievo (non riesce a qualificarsi né allo US Open né a Tianjin, esce al primo turno a Pechino e Guangzhou). Nell'ultimo torneo disputato, l'ITF 100K di Tokyo, riesce a ritrovare la finale e a vincerla su Nao Hibino.
Chiude l'anno al numero 186 della classifica mondiale, peggiorando di oltre 120 posizioni il suo ranking rispetto a quello di fine anno del 2014. Ottiene appena 4 vittorie nei main draw WTA e non ottiene nessuna vittoria negli slam, oltre a non riuscire a entrare nel tabellone principale né di Wimbledon né di New York.

### 2016 - best ranking in top-25 e primo quarto di finale slam in Australia
La cinese inizia l'anno da numero 139 del mondo. Il primo torneo dell'anno è lo Shenzhen Open, dove è accreditata di una wild-card: al primo turno sconfigge Irina Khromacheva con un periodico 6-3 mentre al secondo turno cede a Agnieszka Radwanska, numero 5 del mondo, in 2 set.
In seguito, disputa le qualificazioni per accedere al main draw dell'Australian Open; la cinese non è mai riuscita a vincere un match in un main-draw slam in ben 14 tentativi, dal 2008. Riesce a superare le qualificazioni battendo Minella (6-3 6-2), Martincova (6-1 7-6(2)) e Razzano (4-6 6-2 8-6); il sorteggio non arride a Zhang, che al primo turno si trova opposta alla numero 2 del mondo Simona Halep. Sorprendentemente, la cinese riesce ad avere la meglio della rumena per 6-4 6-3, vincendo il primo match in carriera in un main-draw slam. Inoltre, la vittoria su Halep è la terza in carriera su una top-10 e la seconda ai danni di una top-5. Il torneo di Zhang non si ferma con questo clamoroso scalpo: al secondo turno si impone su Alizè Cornet con un doppio 6-3, mentre al terzo turno riesce ad avere la meglio su Varvara Lepchenko per 6-1 6-3. Nel primo ottavo di finale slam della sua vita, ribalta il pronostico contro Madison Keys, battendola 3-6 6-3 6-3. La tennista cinese raggiunge i quarti di finale (terza cinese di sempre a riuscirci a Melbourne, dopo Li Na e Jie Zheng), dove è opposta alla britannica Johanna Konta. La favola di Zhang si chiude con una sconfitta in due set; tuttavia, questo exploit, le fa recuperare molte posizioni nel ranking, dove risale fino al numero 64.
Zhang prosegue il buon momento, vincendo l'ITF 25K di Rancho Santa Fe e raggiungendo il terzo turno ad Indian Wells, dove si arrende alla futura campionessa Viktoria Azarenka in 2 set. Al secondo turno aveva eliminato Caroline Wozniacki al termine di una partita molto combattuta, vinta per 4-6 7-6(8) 7-5 annullando anche un match-point nel secondo set. A Miami, dopo la vittoria su Sofia Zhuk, cede il passo a Elina Svitolina (tds numero 12).
La stagione su terra non regala particolari sussulti a Shuai: riesce a centrare il secondo turno a Charleston e al Roland Garros, vincendo la prima (e fin qui unica) partita nello slam francese contro Galina Voskoboeva. Anche sull'erba raccoglie poco: riesce a passare le qualificazioni a Eastbourne (battendo Konjuh e Vekic) ma non il primo turno, dove cede a Lesia Tsurenko in due set. A Wimbledon rimanda l'appuntamento con la vittoria, perdendo subito da Carla Suarez Navarro per 3-6 6-4 4-6.
Nello swing americano, partecipa al Citi Open, dove non va oltre al secondo turno. A Montréal passa le quali contro Charlotte Robillard-Millette e Cepede-Royg ma al primo turno nel main-draw è costretta al ritiro contro Christina McHale. Gioca il torneo olimpico, dove riesce a battere la numero 15 del mondo Timea Bacsinszky in tre set combattuti prima di perdere da Laura Siegemund in due parziali.
Grazie ai buoni risultati, rientra in top-50. Dopo un primo turno a Cincinnati, gioca gli US Open. Come successo in Australia e in Francia, riesce anche qui a centrare la prima vittoria nel main-draw contro la wild-card Ellen Perez (doppio 6-1). Al secondo turno batte un'altra australiana, Sam Stosur, raggiungendo il terzo turno, dove viene sconfitta dalla Shvedova (2-6 5-7).
Nell'International di Tokyo, Shuai torna a disputare una semifinale WTA (evento che non le accadeva dal 2014). Da testa di serie numero 6, supera Hozumi, Ōsaka e Lepchenko prima di arrendersi a Katerina Siniakova in 2 netti set. La settimana successiva, replica il risultato a Seoul: da testa di serie numero 3, elimina Sakkari, Mattek-Sands e Giorgi prima di perdere da Monica Niculescu. Questi due risultati le consentono di rientrare nella top-40.
Dopo un secondo turno a Wuhan, gioca un buon torneo a Pechino. Zhang sconfigge Stosur per 6-2 6-1,vince su Alison Riske in 3 set e al terzo turno batte ancora Simona Halep, addirittura per 6-0 6-3. Ai quarti, come accaduto a Melbourne, viene fermata da Johanna Konta per 4-6 0-6.
Le viene offerta una wild-card per partecipare al "masterino" di Zhuhai, dove è inserita nel gruppo "Camelia" assieme a Timea Bacsinszky e a Timea Babos. Zhang riesce a vincere entrambe le partite (per 7-6 6-4 contro Babos e per 6-1 6-1 contro Bacsinszky) e ad accedere alla semifinale, dove trova la vincitrice del gruppo "Peonia" Petra Kvitova. La ceca non lascia scampo alla cinese, sconfiggendola per 6-2 6-2.
Chiude l'anno giocando 2 tornei: vince l'ITF 100K di Tokyo (bissando il successo del 2015) e arriva in finale nel WTA 125K di Honolulu, dove perde da Cici Bellis per 4-6 2-6.
In seguito a questi buoni risultati, raggiunge il best ranking al numero 23 del mondo (14 novembre) e chiude l'anno al numero 24.

### 2017: 2º titolo a Guangzhou e 5ª vittoria su una top-10
Zhang comincia la stagione a Brisbane, dove centra la prima vittoria dell'anno contro Laura Siegemund (4-6 7-6(3) 6-3) prima di cedere a Dominika Cibulkova, numero 2 del seeding, in tre set (6-2 4-6 4-6). A Sydney viene subito sconfitta da Eugenie Bouchard mentre all'Australian Open, dove difendeva i quarti di finale, si fa sorprendere al secondo turno dall'americana Alison Riske, che vince per 6(7)-7 6-4 1-6. A causa dell'uscita prematura, esce dalle prime 30 del mondo, piazzandosi al 31º posto del ranking.
A Doha, per la seconda volta in carriera, coglie i quarti di finale in un evento Premier-5 (dopo Roma 2014). Nella circostanza, riesce a vincere su Babos in due set, mentre al secondo turno riesce a sconfiggere Garbine Muguruza (numero 7 del mondo) per 7-6(3) 3-6 7-5. Quella contro la spagnola è la 5ª vittoria in carriera su una top-10, dopo quelle su Safina a Pechino 2009, Kvitovà a Roma 2014 e le 2 su Halep nel 2016. La sua avventura termina nei quarti, dove si arrende alla futura campionessa Karolína Plíšková per 2-6 0-6.
A Dubai esce subito contro Konjuh mentre a Indian Wells, dopo il bye al primo turno, si arrende a Naomi Ōsaka in due set. A Miami, dopo il bye, riesce ad avere la meglio su Sara Errani (4-6 6-4 7-5) al primo turno ma al secondo viene battuta da Muguruza in tre set.
A Charleston, Shuai inaugura la stagione su terra: nel torneo americano è numero 13 del seeding e all'esordio riesce a imporsi su Misaki Doi per 6-2 6-1. Al secondo turno, tuttavia, cede per la seconda volta in poche settimane alla nipponica Osaka, stavolta per 4-6 4-6. Nei successivi 5 tornei non ottiene nemmeno un successo e si presenta a Parigi con una sola vittoria all'attivo sulla terra. Nello slam francese è testa di serie numero 32 e riesce a ottenere 2 affermazioni su Vekic (7-5 6-4) e su Sasnovich (6-2 4-6 6-3) prima di venire eliminata dalla numero 9 del mondo Svetlana Kuznetsova, per 6(5)-7 6-4 5-7 in una partita durata oltre tre ore. La stagione sull'erba non le dà grandi soddisfazioni: ottiene due secondi turni (a Eastboune e Birmingham) e un'uscita all'esordio a Wimbledon rimediata contro Viktorija Golubic.
Zhang riesce a vincere l'ITF 100K di Astana, imponendosi in finale su Ysaline Bonaventure per 6-3 6-4. Dopo un primo turno a Nanchang, riesce a trovare i quarti di finale a New Haven battendo Kvitovà per 6-2 6-1 e Linette per 6-3 6(4)-7 6-3. Non scende in campo nel match di quarti contro Mertens per dei problemi al braccio destro. Allo US Open, per il secondo anno di fila, si spinge fino al terzo turno, vincendo al primo su Lisicki (6-0 al terzo) e al secondo su Risa Ozaki (6-3 6-0). Ai sedicesimi si arrende solo a Karolína Plíšková  (numero 1 del mondo) in tre set, per 6-3 5-7 4-6. Va ricordato che Zhang ha avuto un match point sul 6-3 5-4.
Dopo essere uscita di scena al secondo turno in quel di Tokyo (contro Zarina Diyas), Shuai partecipa all'International di Guangzhou, dove è accreditata della testa di serie numero 2. I primi 3 match della cinese sono impressionanti: rifila un 6-1 6-0 alla wild-card Xiaodi You, un doppio 6-0 alla turca Ipek Solyu e un doppio 6-1 all'ucraina Kateryna Kozlova. In semifinale riesce ad avere la meglio di Evgenya Rodina, battuta per 7-6(7) 6-3. Nell'ultimo atto supera la serba Aleksandra Krunic con lo score di 6-2 3-6 6-2, conquistando il secondo titolo International della carriera, a distanza di 4 anni dal primo, ottenuto sempre a Guangzhou.
Il resto della trasferta asiatica non è altrettanto fruttuoso per Shuai, che si ferma al secondo turno a Wuhan, Pechino e Hong Kong. Chiude la stagione con il successo nell'ITF 100K di Tokyo (il terzo di fila), sconfiggendo in finale Mihaela Buzarnescu per 6-4 6-0 e con la vittoria del WTA 125K del torneo di Honolulu, dove vince nell'ultimo atto contro Jang Su-jeong per 0-6 6-2 6-3.
Chiude la stagione alla posizione numero 36 del ranking mondiale.

### 2018
Zhang inizia la stagione in quel di Shenzhen, dove è accreditata della testa di serie numero 3. Estromette Blinkova al primo turno per 6-3 6-4 prima di venire sconfitta da Zarina Diyas in tre set. Anche a Hobart e all'Australian Open si ferma al secondo turno, rispettivamente battuta da Sabalenka e Satralová. Dopo due uscite all'esordio a Taiwan e a Doha, trova i quarti di finale all'Hungarian Ladies Open eliminando Rodionova e Cepelová e cedendo a Alison Van Uytvanck in due set. Zhang replica i quarti anche ad Acapulco, dove elimina Jasmine Paolini e Jil Teichmann prima di venire superata da Rebecca Peterson per 2-6 1-6. Ad Indian Wells, dopo il bye al primo turno, riesce ad avere la meglio su Sofia Kenin prima di cedere a Karolína Plíšková (numero 5 del mondo) per 5-7 7-5 3-6. A Miami esce al secondo turno dopo il bye, perdendo dalla brasiliana Haddad Maia.
Shuai inaugura la stagione su terra a Istanbul, dove esce all'esordio contro la qualificata Arantxa Rus per 2-6 3-6. A Praga, riesce a fare meglio: da testa di serie numero 6, nei primi due turni sconfigge due qualificate, ovvero Voegele (6-4 7-5) e Ruse (doppio 6-4), mentre ai quarti batte la lucky loser Jasmine Paolini, con lo score dii 6-4 6-3. In semifinale si trova di fronte, per la 5ª volta in carriera, Petra Kvitova, numero 10 del mondo. Nel primo set non c'è nessun break (nonostante Kvitovà non sfrutti 2 set-point sul 4-5) e si arriva così al tie-break, dove Kvitovà prevale per 8 punti a 6. Nel secondo set non c'è storia e la ceca chiude in due parziali, per 7-6(6) 6-0. Dopo questo sussulto, la stagione su terra di Zhang non le regale più grandi soddisfazioni con 3 secondi turni a Madrid, Roma e Parigi e un'uscita all'esordio a Norimberga. Sull'erba gioca solo a 'S-Hertogenbosch e a Wimbledon ma, in entrambe le circostanze, va fuori all'esordio, rispettivamente contro Fanny Stollar e Andrea Petkovic.
A Nanchang, è accreditata della testa di serie numero 1: al primo turno si impone su Sabine Lisicki per 7-6 6-3 mentre al secondo turno ha la meglio di Margarita Gasparyan per 6-4 6-1. Esce di scena ai quarti di finale, perdendo dalla numero 137 del mondo Lin Zhu (6(3)-7 6-4 1-6). La trasferta americana regale poche soddisfazioni a Zhang, che non va oltre 2 primi turni (nel nuovo premier di San Josè e allo Us Open) e un secondo turno a Cincinnati.
Nell'ultima parte dell'anno, da sempre molto proficua per la cinese, riesce a raggiungere la semifinale ad Hiroshima da testa di serie numero 1. Sulla sua strada, batte Frech, Hibino e Diyas prima di essere fermata dalla giovane Amanda Anisimova in 2 set tirati (6(4)-7 5-7). Ottiene buoni risultati anche a Wuhan (dove elimina Stosur e Hercog prima di cedere a Kontaveit) e a Pechino, dove batte Mertens (6-1 3-6 6-3), Babos (6-1 6-2) e Kerber al terzo turno (nº 3 del mondo e campionessa di Wimbledon 2018, per 6-1 2-6 6-0): soccombe ai quarti contro la nipponica Naomi Ōsaka (fresca campionessa dello US Open). A Hong Kong centra la terza semifinale dell'anno: elimina 2 qualificate (Sharipova e Kerkhove) e Gavrilova (numero 7 del seeding e campionessa in carica) prima di venir superata da Yastremska in due set.
Nel finale di stagione, come le era già successo nel 2016, viene invitata per il "masterino" di Zhuhai, dove è inserita nel gruppo "Camelia" assieme a Sevastova e Muguruza: la cinese perde entrambe le partite (0-6 6(11)-7 contro la lettone, 6-3 3-6 2-6 contro la spagnola) e viene eliminata.
Chiude l'anno al numero 35 del mondo.

### 2019: primo slam vinto in doppio e quarti di finale a Wimbledon in singolare
Shuai inizia l'anno con 2 sconfitte all'esordio, rimediate a Shenzhen (contro Jabeur) e a Hobart, contro Blinkova. Nel primo slam annuale, l'Australian Open, ottiene il primo successo dell'anno contro Dominika Cibulkova (numero 25 del mondo) con lo score di 6-2 4-6 6-2; Zhang vince anche il suo match di secondo turno contro Kristýna Plíšková per 6-3 7-5; al terzo turno viene eliminata dalla numero 7 del mondo, Elina Svitolina, con il punteggio di 6-4 4-6 5-7. In doppio, assieme a Samantha Stosur, vince, a sorpresa, il titolo battendo in finale la coppia Mladenovic/Babos per 6-3 6-4.
Nel Thailand Open, la cinese è costretta al ritiro nel match di secondo turno contro la connazionale Yafan Wang, quando era sotto 1-4 nel primo set. Viene chiamata in Fed Cup per difendere i colori della sua Cina contro il Kazakistan: Zhang vince il suo singolare contro Putintseva per 6-3 4-6 6-4. Ritorna a giocare nel circuito in quel di Dubai, dove ha la meglio su Anett Kontaveit al primo turno (7-6(3) 6-3) ma soccombe al secondo turno per mano di Carla Suarez Navarro con un duplice 6-4. Dopo un secondo turno a Indian Wells (battuta nettamente da Ostapenko) e un'uscita al primo turno a Miami (procurata da Petra Martic), riesce ad arrivare in finale al WTA 125K di Anning (Cina); nell'ultimo atto si arrende a Saisai Zheng, con lo score di 4-6 1-6.
Questa finale, di fatto, è l'unica soddisfazione sulla terra della stagione per Shuai, che nei successivi impegni non brilla (fuori subito a Madrid, Roma e Strasburgo, secondo turno al Roland Garros). Anche l'erba non sembra presagire bene: esce all'esordio sia a Nottingham (per mano di Jennifer Brady) che a Mallorca, contro Rogers. Inverte la tendenza in quel di Eastbourne, dove vince 2 partite su Swan (7-6(7) 4-6 6-4) e su Gavrilova (6-3 6-1) prima di cedere ad Alizè Cornet per 2-6 2-6.
Si presenta a Wimbledon con 8 partecipazioni alle spalle: in 3 casi non riesce a superare le qualificazioni, negli altri 5 non supera il primo turno. Dunque, Zhang non è mai riuscita a vincere un singolo match nel main draw del torneo londinese. Questa volta, Shuai riesce a vincere la sua prima partita nel tabellone principale di Wimbledon contro la francese Garcia (tds numero 23) con lo score di 6-4 6-0. Shuai non si ferma e vince anche la partita di secondo turno contro Yanina Wickmayer, per 6-3 6-2. Al terzo turno affronta la danese Caroline Wozniacki, numero 19 del mondo; parte forte Caroline, che acquista due break di vantaggio e si porta sul 4-0. La cinese è costretta ad annullare anche 3 palle break nel 5° gioco, che l'avrebbero portata sotto 0-5; Zhang porta a casa il 5° gioco a fatica, ma di lì in poi conquista 5 giochi di fila che le permettono di vincere per 6-4 il primo parziale. Nel secondo set, la cinese chiude rapidamente per 6-2, ottenendo il secondo ottavo di finale slam della carriera (dopo Melbourne 2016). Al quarto turno affronta Dayana Yastremska, numero 35 del mondo. La cinese ha la meglio sull'ucraina per 6-4 1-6 6-2, riuscendo a centrare il secondo quarto di finale slam della carriera, 3 anni dopo quello raggiunto in Australia. Nella circostanza, trova la romena Simona Halep, contro cui Zhang è avanti nei confronti diretti (2-1, la batté in Australia e a Pechino nel 2016). Zhang parte forte, strappando il servizio alla Halep nel secondo gioco e consolidando il break nel terzo. Shuai sale 3-0 e poi 4-1. Nel 6° gioco, Halep è costretta ad annullare 4 palle break per evitare il doppio break; tiene faticosamente il servizio e accorcia le distanze sul 2-4. Nel settimo gioco, Zhang cede la battuta per la prima volta e Halep impatta il punteggio sul 4-4. L'equilibrio si mantiene fino al 6-6, quando si gioca il tie-break: nel jeu decisif, la romena prevale per 7 punti a 4. Il secondo set è a senso unico e viene portato a casa da Simona, che chiude per 7-6(4) 6-1.
Dopo questo exploit, Zhang risale nel ranking, dalla 50ª posizione fino alla 36ª. L'estate americana non regala grandi sussulti alla cinese, che esce subito a San Josè e nel Bronx Open. A Toronto non passa le qualificazioni, ma viene ripescata come lucky loser: al primo turno si impone su Anastasija Sevastova per 7-6(5) 6-2 mentre al secondo turno cede in due set alla russa Ekaterina Aleksandrova. Arriva allo US Open come testa di serie numero 33 e, al primo turno, elimina nettamente Viktorija Golubic (6-2 6-1); al secondo turno ha la meglio su Aleksandrova, per 7-6(5) 4-6 6-3. Al terzo turno viene sconfitta da Johanna Konta per 2-6 3-6.
Nella trasferta asiatica, ottiene un secondo turno a Nanchang (ritirata contro Lin Zhu), un quarto di finale a Guangzhou (perdente da Golubic in tre set) e due sconfitte all'esordio a Wuhan e Pechino (contro, rispettivamente, Stephens e Kerber, entrambe tds numero 10 dei due tornei).
Chiude l'anno con la vittoria, per la quarta volta di fila, del torneo ITF 100K di Tokyo, battendo in finale Jasmine Paolini per 6-3 7-5.
Termina l'anno al numero 46 del mondo.

### 2020
Il 2020 di Zhang comincia a Shenzhen, dove è testa di serie numero 8. Vince il match d'esordio su Magda Linette (6-4 6-2) ma perde il match di secondo turno contro Kateryna Bondarenko per 6(8)-7 3-6. A Hobart è accreditata della testa di serie numero 4. Al primo turno elimina Kirsten Flipkens per 4-6 6-3 6-2 e, al secondo, si impone sulla Kozlova per 4-6 6-1 6-2. Ai quarti supera Lauren Davis per 6-1 6-4 mentre in semifinale riesce a sconfiggere la russa Veronika Kudermetova per 6-3 6-4. Nell'ultimo atto viene battuta da Elena Rybakina, con lo score di 6(7)-7 3-6. All'Australian Open riesce a estromettere Sloane Stephens, tds 24, per 2-6 7-5 6-2 e Caty McNally con il punteggio di 6-2 6-4. Al terzo turno si arrende a Sofia Kenin, futura vincitrice, per 5-7 6(7)-7. Non riesce a qualificarsi a Dubai mentre a Doha viene subito fermata da Carla Suarez Navarro per 5-7 0-6.
A causa della pandemia mondiale dovuta al COVID-19, il circuito WTA si ferma da marzo fino a fine agosto.
Zhang riprende a giocare al Western & Southern Open (giocato straordinariamente a New York), dove raccoglie una sconfitta con Yulia Putintseva per 4-6 3-6. Agli US Open non va meglio, vista l'uscita prematura contro Ysaline Bonaventure al primo turno.
Shuai intraprende la stagione sul rosso con il torneo di Roma, dove viene subito battuta da Anastasia Pavlyuchenkova in tre set. A Strasburgo passa le qualificazioni e al primo turno elimina Ajla Tomljanovic per 3-6 6-4 6-2. Al secondo turno estromette la giovane wild-card francese Clara Burel in due parziali. Accede ai quarti, dove viene nuovamente sconfitta da Elena Rybakina per 3-6 2-6. Chiude la stagione su terra a Parigi: al primo turno si impone su Madison Keys per 6-3 7-6(2) mentre al secondo vince contro Alizè Cornet con lo score di 6-4 7-6(3). Al terzo turno batte ancora Clara Burel, per 7-6(2) 7-5. Per la prima volta in carriera, raggiunge gli ottavi di finale nello slam francese; in questa circostanza, si arrende a Petra Kvitová (tds numero 11) con il punteggio di 2-6 4-6.
Gioca l'ultimo torneo della stagione a Ostrava, dove esce subito per mano di Karolina Muchová.

### 2021: 2º titolo slam in doppio
Zhang gioca agli Australian Open il primo torneo del suo 2021: esce di scena all'esordio contro Ann Li (2-6 0-6). Dopodiché, si trasferisce a Miami, dove viene subito eliminata da Leylah Fernandez (1-6 3-6). Anche l'esordio su terra a Charleston non regala soddisfazioni a Zhang, che cede al primo turno ad Aryna Sabalenka, nº7 del mondo (2-6 2-6). A Madrid e a Roma prosegue il trend negativo: Shuai non vince un set né contro Elise Mertens (3-6 3-6) né contro Jennifer Brady (1-6 4-6). A Belgrado, la cinese vince il primo set annuale, ma non basta a battere la colombiana Maria Camila Osorio Serrano (2-6 6-1 6(4)-7). A Strasburgo riesce a ottenere il primo successo del 2021, sconfiggendo la giapponese Doi (7-5 6-4); tra le top-50, solo Riske e Yastremska (sospesa precauzionalmente per doping) non avevano ancora vinto match nell'anno corrente. Al secondo turno, viene fermata dalla futura finalista Sorana Cirstea (2-6 1-6). Al Roland Garros, esce di scena al primo round contro Varvara Lepchenko (3-6 3-6).
A Nottingham, la cinese si presenta con un catastrofico bilancio di 1 vittoria a fronte di 9 sconfitte in questi primi 6 mesi. Nel torneo britannico, dopo il bye iniziale (in quanto quarta testa di serie), Zhang supera in due set Rodionova e Diyas, approdando nei quarti di finale, dove estromette Kiki Mladenovic per 3-6 6-2 7-6(4). In semifinale, si sbarazza di Lauren Davis (6-4 6-3), spingendosi fino alla sua prima finale WTA dopo un anno e mezzo da Hobart 2020: come successe in Tasmania, anche a Nottingham Shuai non riesce ad aggiudicarsi il titolo, battuta dalla padrona di casa Johanna Konta. Nonostante la sconfitta bell'ultimo atto, Zhang risale nel ranking di 10 posizioni, piazzandosi al 36º posto. Nel torneo successivo, a Birmingham, esordisce con un successo su Vitalia Diatchenko (6-2 7-5) prima di ritirarsi nel corso del primo set della sfida contro Heather Watson. A Wimbledon, la cinese si arrende all'esordio a Karolína Muchová con un doppio 3-6. Va meglio nel doppio misto, dove, in coppia con John Peers, giunge sino alla semifinale (la prima dallo US Open 2018), in cui Zhang/Peers cedono a Skrupski/Krawczyk in tre set. A San José, la cinese si spinge fino ai quarti, eliminando Raducanu (6-3 6-2) e la testa di serie nº3 Madison Keys (7-5 7-6(5)); tra le ultime 8, perde da Ana Konjuh. Dopo un primo turno a Montréal, passa le qualificazioni a Cincinnati, sconfiggendo Shvedova e Bouzková; al primo turno, cede di schianto a Putinceva (2-6 0-6). A Cleveland, trova il terzo quarto stagionale, estromettendo Martina Trevisan e Bethanie Mattek-Sands in due set; tra le ultime otto, si arrende a Sara Sorribes Tormo (3-6 1-6). Agli US Open viene eliminata da Emma Raducanu, futura vincitrice, al secondo turno (2-6 4-6). Dopodiché, inanella 5 sconfitte consecutive all'esordio; a Courmayeur interrompe il trend negativo, battendo Jessica Pieri (6-1 6-3); al secondo turno, tuttavia, perde da Wang Xinyu per 6(5)-7 4-6.
In doppio, Zhang gioca con Stosur agli Australian Open, torneo che le due vinsero nel 2019: questa volta, la coppia esce al primo turno contro Watson/Fernandez (4-6 6-3 2-6). Shuai decide poi di fare coppia con la connzionale Xu, con cui ottiene solo un quarto a Madrid e una semifinale a Belgrado. Ottiene poi buoni risultati con la giapponese Hozumi, cogliendo due semifinali (a Losanna e Palermo) e un quarto a San José. In seguito, torna con Samantha Stosur per disputare il torneo di Cincinnati: le due vincono il terzo torneo della carriera assieme, vincendo le prime quattro partite tutte al super-tiebreak e poi regolando Dabrowski/Stefani nell'ultimo atto (7-5 6-3). Dopo un secondo turno a Cleveland, le due prendono parte allo US Open, torneo in cui raggiunsero la semifinale nel 2019: questa volta, da quattordicesime teste di serie, Zhang/Stosur riescono a raggiungere la finale, battendo le nº3 del seeding Aoyama/Shibahara al terzo turno (7-5 7-5) e le nº7 del tabellone Krawczyk/Guarachi in semifinale (6-2 7-5). Nell'ultimo atto, le due trionfano, sconfiggendo le padrone di casa McNally/Gauff per 6-3 3-6 6-3 conquistando il secondo titolo major assieme dopo l'Australian Open 2019. Successivamente, assieme a Mirza, vince il WTA 500 di Ostrava, prevalendo in finale su Christian/Routliffe. Poi raggiunge la semifinale a Tenerife e la finale a Courmayeur con Eri Hozumi. Assieme a Stosur, riesce a qualificarsi alle WTA Finals di Guadalajara: nel primo match, le due cedono con un doppio 2-6 a Melichar/Schuurs; nel secondo incontro, Zhang/Stosur perdono una partita di quasi due ore contro Klepač/Jurak, con lo score di 7-6(10) 6(4)-7 [5-10]. A eliminazione già acquisita, le due riescono comunque a vincere il loro ultimo incontro sulle già qualificate giapponesi Shibahara/Aoyama per 4-6 6-3 [10-7].

### 2022
Inizia l'anno con due sconfitte all'esordio al Gippsland Trophy e a Sydney. All'Australian Open, batte Viktorija Golubic (6-3 6-4) e poi approfitta del ritiro di Elena Rybakina nel secondo set del loro incontro (sul 6-4 1-0); al terzo turno, viene estromessa da Elise Mertens, con un duplice 2-6. A fine gennaio raggiunge il suo miglior piazzamento nel doppio, al n. 7. A San Pietroburgo e Dubai incassa altre due uscite al primo round.  A Doha passa le quali e poi perde all'esordio da Sasnovič (1-6 1-6). A Lione, la cinese elimina Mladenovic (7-6(3) 7-5), Rus (6-4 6-4) e D'jačenko (3-0 e ritiro). Raggiunge così la sua prima semifinale stagionale, dove supera Caroline Garcia per 6-2 7-5. Zhang conquista la sua 11° finale WTA, la 6° a livello '250'. Nell'ultimo atto, prevale sull'ucraina Jastrems'ka con lo score di 3-6 6-3 6-4. Per Shuai è il 5º titolo nel circuito maggiore, il primo dal 2017. Grazie al risultato, torna in top-50, salendo al nº41 del mondo.
A Indian Wells esce al primo turno contro la rientrante Daria Saville con il punteggio di 2-6 3-6. Va meglio al Miami Open dove dopo aver beneficiato del ritiro di Clara Tauson all'esordio, estromette anche Sorana Cîrstea con il netto punteggio di 6-1 6-1. La sua corsa si ferma ai sedicesimi contro Coco Gauff (7-6(1) 7-5). Il periodo di forma svanisce durante la stagione su terra battuta in cui rimedia sconfitte all'esordio a Stoccarda, Madrid, Strasburgo e al Roland Garros. Riesce a superare il match d'esordio soltanto a Charleston e a Roma rispettivamente contro Francesca Di Lorenzo e Martina Trevisan. Chiude quindi lo swing terraiolo col magro bottino di 2 vittorie e 6 sconfitte.
Apre la stagione sull'erba con i quarti di finale raggiunti a Nottingham, dove batte Cristina Bucșa (7-6(4) 6-3) e Jodie Burrage(6-2 7-6(4)) prima di arrendersi alla ceca Tereza Martincová col punteggio di 3-6 2-6. La settimana successiva gioca il WTA 250 di Birmingham dove supera in tre set Jana Fett e Elena-Gabriela Ruse. Ai quarti di finale ritrova Dajana Jastrems'ka, e conferma l'esito della finale di Lione col punteggio di 7-5 6-4. In semifinale disputa una grande battaglia contro la rumena Sorana Cîrstea, e a spuntarla è proprio Zhang al tie-break decisivo (4-6 6-1 7-6(5)). Centra quindi la seconda finale stagionale, ma qui paga lo sforzo profuso nella semifinale giocatasi nella stessa giornata ed è costretta al ritiro contro Beatriz Haddad Maia sul punteggio di 4-5. A Wimbledon si impone in due set contro Misaki Doi e Marta Kostjuk, prima di cedere in due tiebreak all'amica Caroline Garcia in un match di grande qualità tecnica.
A luglio disputa i WTA 250 di Budapest e Palermo. In Ungheria dopo un primo turno agevole vinto contro Ekaterina Gorgodze, incassa la peggior sconfitta della stagione contro la futura finalista Aleksandra Krunić (6-1 6-0), mentre nel torneo siciliano dà forfait prima di scendere in campo contro Jasmine Paolini per un problema muscolare.
Torna a disputare un WTA 500 a San Josè dove viene estromessa all'esordio da Madison Keys col punteggio di 6-4 6-2. Al National Bank Open di Toronto sconfigge in due set Cristina Bucșa (6-1 6-3) per poi arrendersi a Simona Halep (poi vincitrice del titolo) per 6-4 6-2. Disputa poi un ottimo torneo al Western & Southern Open, dove elimina avversarie del calibro di Naomi Ōsaka (6-4 7-5), Ekaterina Aleksandrova (6-3 6-4) e Anett Kontaveit (2-6 6-4 6-4 e settima vittoria contro una top 10 in carriera) per giungere ai quarti di finale. Qui la sua corsa viene terminata da Aryna Sabalenka in due intensi set (6-4 7-6(1)). Prima dell'ultimo Slam stagionale gioca il WTA 250 di Cleveland dove batte Kateřina Siniaková al primo turno per poi ritrovarsi direttamente nei quarti di finale, grazie al ritiro pre-partita di Martina Trevisan, dove cede il passo ad Alizè Cornet (6-4 6-2).
Agli Us Open centra per la prima volta la seconda settimana estromettendo nell'ordine Jil Teichmann, Anna Karolína Schmiedlová e Rebecca Marino, tutte in due set. Agli ottavi gioca alla pari contro la finalista del Roland Garros Coco Gauff, ma esce sconfitta con un doppio 7-5.
Raggiunge poi la semifinale a Tokyo dove viene estromessa solo dalla russa Samsonova. 
Coglie giusto una vittoria nei successivi quattro tornei su cemento: Tallin, Ostrava, San Diego e Midland. Raggiunge poi due quarti di finale nei tornei di Andorra e di Limoges. 
2023 
Comincia l'anno con due sconfitte in entrambi i tornei che si disputano ad Adelaide. 
Raggiunge il quarto turno a Melbourne. 
Successivamente l'ultima vittoria dell'anno a Lione dove raggiunge gli ottavi. 
Da lì in poi, una crisi totale, solo sconfitte. 
Nei tornei medio orientali di Abu Dhabi, Doha e Dubai; in nord America a Indiana Wells e Charleston; sulla terra di Strasburgo e Parigi; sull'erba inglese di Nottingham, Birmingham, Eastbourne e Londra; anche in Europa a Budapest, Varsavia e Praga ed infine a Montreal. 
2024 
Non trova ancora il ritmo giusto, perdendo di nuovo al primo turno a Dubai, Indian Wells e Miami; in Europa a Madrid e Londra; sul cemento di Cincinnati, New York e Seoul. 
Fino alla tanto attesa svolta, al torneo di casa di Pechino. Conquista la sua prima vittoria dell'anno, una vittoria tanto sofferta, a discapito dell'americana Kessler. Al secondo turno batte in due comodi set (6-4, 6-2) la top ten Navarro. Accede così al terzo turno dove ottiene un'altra vittoria sulla belga Minnen. Si spinge quindi fino agli ottavi di finale dove ottiene la sua quarta vittoria consecutiva contro la polacca Frech. Raggiunge quindi i quarti di finale dove viene fermata dalla spagnola Badosa. 
Partecipa poi a diversi altri tornei casalinghi a Wuhan, Ningbo, Guangzhou e Jiujiang dove però raccoglie appena una vittoria. 
2025 
Dopo due secondi turni a Melbourne e Charleston, partecipa al w100 di Gifu dove arriva senza problemi alla semifinale dove si impone in tre set su Emerson Jones per cui si assicura un posto in finale dove poi batte Sawangkaew in due set. 
Perde al primo turno al 125 di Parma. 
Raggiunge il secondo turno di qualifiche nello slam Parigino mentre si qualifica per il main draw nello slam Londinese dove perde contro Danilovic.
Partecipa poi al w50 di Nottingham dove vince abilmente senza cedere set il titolo. 
Partecipa in doppio al Citi open, in coppia con l'americana Townsed, le quali si aggiudicano il titolo battendo in finale la coppia statunitense Dolehide/Kenin (6-1, 6-1) in meno di un'ora. 

## Statistiche WTA

### Singolare

#### Vittorie (3)
| Legenda               | Legenda      |
| --------------------- | ------------ |
| Grande Slam (0)       |              |
| Ori Olimpici (0)      |              |
| WTA Finals (0)        |              |
| WTA Elite Trophy (0)  |              |
| Dal 2009 al 2020      | Dal 2021     |
| Premier Mandatory (0) | WTA 1000 (0) |
| Premier 5 (0)         | WTA 1000 (0) |
| Premier (0)           | WTA 500 (0)  |
| International (2)     | WTA 250 (1)  |

| N. | Data              | Torneo                     | Superficie  | Avversaria in finale | Punteggio     |
| 1. | 22 settembre 2013 | Guangzhou Open, Canton     | Cemento     | Vania King           | 7-6(1), 6-1   |
| 2. | 23 settembre 2017 | Guangzhou Open, Canton (2) | Cemento     | Aleksandra Krunić    | 6-2, 3-6, 6-2 |
| 3. | 6 marzo 2022      | Open de Lyon, Lione        | Cemento (i) | Dajana Jastrems'ka   | 3-6, 6-3, 6-4 |

#### Sconfitte (3)
| Legenda               | Legenda      |
| --------------------- | ------------ |
| Grande Slam (0)       |              |
| Argenti Olimpici (0)  |              |
| WTA Finals (0)        |              |
| WTA Elite Trophy (0)  |              |
| Dal 2009 al 2020      | Dal 2021     |
| Premier Mandatory (0) | WTA 1000 (0) |
| Premier 5 (0)         | WTA 1000 (0) |
| Premier (0)           | WTA 500 (0)  |
| International (1)     | WTA 250 (2)  |

| N. | Data            | Torneo                         | Superficie | Avversaria in finale | Punteggio   |
| 1. | 18 gennaio 2020 | Hobart International, Hobart   | Cemento    | Elena Rybakina       | 6(7)-7, 3-6 |
| 2. | 13 giugno 2021  | Nottingham Open, Nottingham    | Erba       | Johanna Konta        | 2-6, 1-6    |
| 3. | 19 giugno 2022  | Birmingham Classic, Birmingham | Erba       | Beatriz Haddad Maia  | 4-5 rit.    |

### Doppio

#### Vittorie (15)
| Legenda               | Legenda      |
| --------------------- | ------------ |
| Grande Slam (2)       |              |
| Ori Olimpici (0)      |              |
| WTA Finals (0)        |              |
| WTA Elite Trophy (0)  |              |
| Dal 2009 al 2020      | Dal 2021     |
| Premier Mandatory (0) | WTA 1000 (1) |
| Premier 5 (0)         | WTA 1000 (1) |
| Premier (0)           | WTA 500 (3)  |
| International (7)     | WTA 250 (2)  |

| N.  | Data              | Torneo                            | Superficie  | Compagna            | Avversarie in finale                  | Punteggio           |
| 1.  | 16 ottobre 2011   | Japan Women's Open, Osaka         | Cemento     | Kimiko Date Krumm   | Vania King Jaroslava Švedova          | 7-5, 3-6, [11-9]    |
| 2.  | 6 maggio 2012     | Estoril Open, Estoril             | Terra rossa | Chuang Chia-jung    | Jaroslava Švedova Galina Voskoboeva   | 4-6, 6-1, [11-9]    |
| 3.  | 22 settembre 2012 | Guangzhou Open, Canton            | Cemento     | Tamarine Tanasugarn | Jarmila Gajdošová Monica Niculescu    | 2-6, 6-2, [10-8]    |
| 4.  | 2 febbraio 2014   | Pattaya Open, Pattaya             | Cemento     | Peng Shuai          | Alla Kudrjavceva Anastasija Rodionova | 3-6, 7-6(5), [10-6] |
| 5.  | 29 aprile 2018    | Istanbul Cup, Istanbul            | Terra rossa | Liang Chen          | Xenia Knoll Anna Smith                | 6-4, 6-4            |
| 6.  | 16 settembre 2018 | Japan Women's Open, Hiroshima (2) | Cemento     | Eri Hozumi          | Miyu Katō Makoto Ninomiya             | 6-2, 6-4            |
| 7.  | 14 ottobre 2018   | Hong Kong Open, Hong Kong         | Cemento     | Samantha Stosur     | Shūko Aoyama Lidzija Marozava         | 6-4, 6-4            |
| 8.  | 25 gennaio 2019   | Australian Open, Melbourne        | Cemento     | Samantha Stosur     | Tímea Babos Kristina Mladenovic       | 6-3, 6-4            |
| 9.  | 21 agosto 2021    | Cincinnati Open, Cincinnati       | Cemento     | Samantha Stosur     | Gabriela Dabrowski Luisa Stefani      | 7-5, 6-3            |
| 10. | 12 settembre 2021 | US Open, New York                 | Cemento     | Samantha Stosur     | Coco Gauff Caty McNally               | 6-3, 3-6, 6-3       |
| 11. | 26 settembre 2021 | Ostrava Open, Ostrava             | Cemento (i) | Sania Mirza         | Kaitlyn Christian Erin Routliffe      | 6-3, 6-2            |
| 12. | 12 giugno 2022    | Nottingham Open, Nottingham       | Erba        | Beatriz Haddad Maia | Caroline Dolehide Monica Niculescu    | 7-6(2), 6-4         |
| 13. | 12 febbraio 2023  | Abu Dhabi Open, Abu Dhabi         | Cemento     | Luisa Stefani       | Shūko Aoyama Chan Hao-ching           | 3-6, 6-2, [10-8]    |
| 14. | 27 ottobre 2024   | Guangzhou Open, Guangzhou (2)     | Cemento     | Kateřina Siniaková  | Katarzyna Piter Fanny Stollár         | 6-4, 6-1            |
| 15. | 26 luglio 2025    | Washington Open, Washington       | Cemento     | Taylor Townsend     | Caroline Dolehide Sofia Kenin         | 6-1, 6-1            |

#### Sconfitte (20)
| Legenda               | Legenda      |
| --------------------- | ------------ |
| Grande Slam (2)       |              |
| Argenti Olimpici (0)  |              |
| WTA Finals (0)        |              |
| WTA Elite Trophy (1)  |              |
| Dal 2009 al 2020      | Dal 2021     |
| Premier Mandatory (1) | WTA 1000 (1) |
| Premier 5 (0)         | WTA 1000 (1) |
| Premier (1)           | WTA 500 (4)  |
| International (6)     | WTA 250 (4)  |

| N.  | Data              | Torneo                             | Superficie      | Compagna               | Avversarie in finale                        | Punteggio               |
| 1.  | 26 febbraio 2012  | Monterrey Open, Monterrey          | Cemento         | Kimiko Date Krumm      | Sara Errani Roberta Vinci                   | 2-6, 6(6)-7             |
| 2.  | 3 marzo 2013      | Malaysian Open, Kuala Lumpur       | Cemento         | Janette Husárová       | Shūko Aoyama Chang Kai-chen                 | 7-6(4), 6(4)-7, [12-14] |
| 3.  | 13 ottobre 2013   | Japan Women's Open, Osaka          | Cemento         | Samantha Stosur        | Kristina Mladenovic Flavia Pennetta         | 4-6, 3-6                |
| 4.  | 11 gennaio 2014   | Hobart International, Hobart       | Cemento         | Lisa Raymond           | Monica Niculescu Klára Zakopalová           | 6-2, 6(5)-7, [10-8]     |
| 5.  | 25 giugno 2017    | Birmingham Classic, Birmingham     | Erba            | Chan Hao-ching         | Ashleigh Barty Casey Dellacqua              | 1-6, 6-2, [8-10]        |
| 6.  | 5 novembre 2017   | WTA Elite Trophy, Zhuhai           | Cemento (i)     | Lu Jingjing            | Duan Yingying Han Xinyun                    | 2-6, 1-6                |
| 7.  | 31 marzo 2019     | Miami Open, Miami Gardens          | Cemento         | Samantha Stosur        | Elise Mertens Aryna Sabalenka               | 6(5)-7, 2-6             |
| 8.  | 15 settembre 2019 | Jiangxi Open, Nanchang             | Cemento         | Peng Shuai             | Wang Xinyu Zhu Lin                          | 2-6, 6(5)-7             |
| 9.  | 18 gennaio 2020   | Hobart International, Hobart (2)   | Cemento         | Peng Shuai             | Nadežda Kičenok Sania Mirza                 | 4-6, 4-6                |
| 10. | 30 ottobre 2021   | Courmayeur Ladies Open, Courmayeur | Cemento (i)     | Eri Hozumi             | Wang Xinyu Zheng Saisai                     | 4-6, 6-3, [5-10]        |
| 11. | 24 aprile 2022    | Stuttgart Open, Stoccarda          | Terra rossa (i) | Coco Gauff             | Desirae Krawczyk Demi Schuurs               | 3-6, 4-6                |
| 12. | 19 giugno 2022    | Birmingham Classic, Birmingham (2) | Erba            | Elise Mertens          | Ljudmyla Kičenok Jeļena Ostapenko           | w/o                     |
| 13. | 10 luglio 2022    | Torneo di Wimbledon, Londra        | Erba            | Elise Mertens          | Barbora Krejčíková Kateřina Siniaková       | 2-6, 4-6                |
| 14. | 23 giugno 2024    | Birmingham Classic, Birmingham (3) | Erba            | Miyu Katō              | Hsieh Su-wei Elise Mertens                  | 1-6, 3-6                |
| 15. | 6 settembre 2024  | US Open, New York                  | Cemento         | Kristina Mladenovic    | Ljudmyla Kičenok Jeļena Ostapenko           | 4-6, 3-6                |
| 16. | 22 settembre 2024 | Korea Open, Seul                   | Cemento         | Miyu Katō              | Nicole Melichar-Martinez Ljudmila Samsonova | 1-6, 0-6                |
| 17. | 8 febbraio 2025   | Abu Dhabi Open, Abu Dhabi          | Cemento         | Kristina Mladenovic    | Jeļena Ostapenko Ellen Perez                | 2-6, 1-6                |
| 18. | 2 marzo 2025      | ATX Open, Austin                   | Cemento         | McCartney Kessler      | Anna Blinkova Yuan Yue                      | 6-3, 1-6, [4-10]        |
| 19. | 20 aprile 2025    | Stuttgart Open, Stoccarda (2)      | Terra rossa (i) | Ekaterina Aleksandrova | Gabriela Dabrowski Erin Routliffe           | 3-6, 3-6                |
| 20. | 6 agosto 2025     | Canadian Open, Montréal            | Cemento         | Taylor Townsend        | Coco Gauff McCartney Kessler                | 4-6, 6-1, [11-13]       |

## Circuito WTA 125

### Singolare

#### Vittorie (2)
| N. | Data             | Torneo                        | Superficie | Avversaria in finale | Punteggio     |
| 1. | 3 novembre 2013  | Nanjing Ladies Open, Nanchino | Cemento    | Ayumi Morita         | 6-4, rit.     |
| 2. | 26 novembre 2017 | Hawaii Open, Honolulu         | Cemento    | Jang Su-jeong        | 0-6, 6-2, 6-3 |

#### Sconfitte (4)
| N. | Data              | Torneo                          | Superficie  | Avversaria in finale | Punteggio        |
| 1. | 27 settembre 2013 | Ningbo Challenger, Ningbo       | Cemento     | Bojana Jovanovski    | 7-6(1), 4-6, 1-6 |
| 2. | 27 novembre 2016  | Hawaii Open, Honolulu           | Cemento     | Catherine Bellis     | 4-6, 2-6         |
| 3. | 28 aprile 2019    | Kunming Open, Anning            | Terra rossa | Zheng Saisai         | 4-6, 1-6         |
| 4. | 12 dicembre 2021  | Open Angers Arena Loire, Angers | Cemento (i) | Vitalija D'jačenko   | 0-6, 4-6         |

### Doppio

#### Vittorie (2)
| N. | Data              | Torneo                              | Superficie  | Compagna      | Avversarie in finale                    | Punteggio |
| 1. | 27 settembre 2013 | Ningbo Challenger, Ningbo           | Cemento     | Chan Yung-jan | Iryna Burjačok Oksana Kalašnikova       | 6-2, 6-1  |
| 2. | 11 dicembre 2022  | Open P2i Angers Arena Loire, Angers | Cemento (i) | Alycia Parks  | Miriam Kolodziejová Markéta Vondroušová | 6-2, 6-2  |

#### Sconfitte (2)
| N. | Data            | Torneo                           | Superficie  | Compagna          | Avversarie in finale               | Punteggio        |
| 1. | 3 novembre 2013 | Nanjing Ladies Open, Nanchino    | Cemento     | Jaroslava Švedova | Misaki Doi Xu Yi-Fan               | 1-6, 4-6         |
| 2. | 14 luglio 2024  | Grand Est Open 88, Contrexéville | Terra rossa | Wu Fang-hsien     | Oksana Kalašnikova Iryna Šymanovič | 7-5, 3-6, [7-10] |

## Statistiche ITF

### Singolare

#### Vittorie (23)
| Torneo $100.000 (6) |
| Torneo $80.000 (0)  |
| Torneo $75.000 (1)  |
| Torneo $60.000 (0)  |
| Torneo $50.000 (2)  |
| Torneo $40.000 (1)  |
| Torneo $25.000 (10) |
| Torneo $15.000 (0)  |
| Torneo $10.000 (3)  |

| N.  | Data             | Torneo                                                | Superficie | Rivale in finale      | Risultato        |
| 1.  | 13 febbraio 2006 | ITF Women's Circuit Shenzhen, Shenzhen                | Cemento    | Ji Chunmei            | 6-2, 1-6, 6-2    |
| 2.  | 20 febbraio 2006 | ITF Women's Circuit Shenzhen, Shenzhen                | Cemento    | Chen Yanchong         | 6-4, 6-2         |
| 3.  | 30 maggio 2006   | ITF Women's Circuit Tianjin, Tientsin                 | Cemento    | Xie Yanze             | 6-2, 3-6, 6-0    |
| 4.  | 21 agosto 2006   | ITF Women's Circuit Nanjing, Nanchino                 | Cemento    | Xie Yanze             | 6-3, 1-6, 6-4    |
| 5.  | 30 aprile 2007   | ITF Women's Circuit Chengdu, Chengdu                  | Cemento    | Ren Jing              | 6-2, 6(5)-7, 6-0 |
| 6.  | 7 maggio 2007    | ITF Women's Circuit Chengdu, Chengdu                  | Cemento    | Xu Yifan              | 6-2, 6-3         |
| 7.  | 6 giugno 2007    | ITF Women's Circuit Changsha, Changsha                | Cemento    | Regina Kulikova       | 6-3, 6-4         |
| 8.  | 11 giugno 2007   | ITF Women's Circuit Guangzhou, Canton                 | Cemento    | Regina Kulikova       | 6-3, 6-1         |
| 9.  | 3 luglio 2007    | ITF Women's Circuit Nagoya, Nagoya                    | Cemento    | Regina Kulikova       | 6-3, 6-1         |
| 10. | 2 marzo 2009     | Open GDF Suez De Lyon, Lione                          | Cemento    | Claire Feuerstein     | 1-6, 6-1, 6-3    |
| 11. | 18 maggio 2009   | ITF Women's Circuit Nagano, Nagano                    | Cemento    | Nikola Hofmanová      | 5-7, 6-2, 6-3    |
| 12. | 29 giugno 2009   | ITF Women's Circuit Xiamen, Xiamen                    | Cemento    | Duan Yingying         | 6-2, 6-1         |
| 13. | 1º marzo 2010    | Tangipahoa Tourism Women'S Pro Classic, Hammond       | Cemento    | Jamie Hampton         | 6-2, 6-1         |
| 14. | 31 maggio 2010   | Infond Open, Maribor                                  | Cemento    | Laura Pous Tió        | 6-3, 3-6, 6-3    |
| 15. | 14 luglio 2013   | Beijing International Challenger, Pechino             | Cemento    | Zhou Yimiao           | 6-2, 6-1         |
| 16. | 17 novembre 2015 | ITF Tokyo Ariake Open, Tokyo                          | Cemento    | Nao Hibino            | 6-4, 6-1         |
| 17. | 23 febbraio 2016 | Del Mar Financial Partners Inc. Open, Rancho Santa Fe | Cemento    | Vania King            | 1–6, 7–5, 6–4    |
| 18. | 8 novembre 2016  | ITF Tokyo Ariake Open, Tokyo                          | Cemento    | Dalma Gálfi           | 4–6, 7–6(2), 6–2 |
| 19. | 17 luglio 2017   | President's Cup, Astana                               | Cemento    | Ysaline Bonaventure   | 6–3, 6–4         |
| 20. | 11 novembre 2017 | ITF Tokyo Ariake Open, Tokyo                          | Cemento    | Mihaela Buzărnescu    | 6-4, 6-0         |
| 21. | 17 novembre 2019 | ITF Tokyo Ariake Open, Tokyo                          | Cemento    | Jasmine Paolini       | 6-3, 7-5         |
| 22. | 4 maggio 2025    | Kangaroo Cup, Gifu                                    | Cemento    | Mananchaya Sawangkaew | 6-3, 6-4         |
| 23. | 19 luglio 2025   | Lexus British Pro Series Nottingham, Nottingham       | Cemento    | Harmony Tan           | 6-4, 6-2         |

#### Sconfitte (9)
| Torneo $100.000 (1) |
| Torneo $80.000 (0)  |
| Torneo $75.000 (1)  |
| Torneo $60.000 (0)  |
| Torneo $50.000 (2)  |
| Torneo $40.000 (0)  |
| Torneo $25.000 (5)  |
| Torneo $15.000 (0)  |
| Torneo $10.000 (0)  |

| N. | Data              | Torneo                                                     | Superficie  | Rivale in finale | Risultato     |
| 1. | 20 giugno 2006    | ITF Changwon Women's Challenger Tennis, Changwon           | Cemento     | Chen Yanchong    | 3-6, 3-6      |
| 2. | 16 luglio 2006    | ITF Women's Circuit Chongqing, Chongqing                   | Cemento     | Elena Čalova     | 4-6, 6-4, 2-6 |
| 3. | 26 giugno 2007    | Noto International Women's Open, Noto                      | Sintetico   | Regina Kulikova  | 5-7, 1-6      |
| 4. | 10 luglio 2007    | Miyazaki International Women's Challenger Tennis, Miyazaki | Sintetico   | Junri Namigata   | 4-6, 2-6      |
| 5. | 8 marzo 2010      | Sheriff Jim Coats Clearwater Women's Open, Clearwater      | Cemento     | Johanna Larsson  | 6(4)-7, 0-6   |
| 6. | 10 maggio 2010    | Open GDF SUEZ de Midi-Pyrénées, Saint-Gaudens              | Terra rossa | Kaia Kanepi      | 2-6, 5-7      |
| 7. | 2 agosto 2010     | Beijing International Challenger, Pechino                  | Cemento     | Junri Namigata   | 6(3)-7, 2-6   |
| 8. | 17 settembre 2012 | Ningbo Challenger, Ningbo                                  | Cemento     | Hsieh Su-wei     | 2-6, 2-6      |
| 9. | 21 aprile 2013    | Dothan Pro Tennis Classic, Dothan                          | Terra verde | Ajla Tomljanović | 6-2, 4-6, 3-6 |

### Doppio

#### Vittorie (8)
| Torneo $100.000 (0) |
| Torneo $80.000 (0)  |
| Torneo $75.000 (2)  |
| Torneo $60.000 (0)  |
| Torneo $50.000 (1)  |
| Torneo $40.000 (0)  |
| Torneo $25.000 (5)  |
| Torneo $15.000 (0)  |
| Torneo $10.000 (0)  |

| No. | Data            | Torneo                                                     | Superficie  | Partner           | Rivali in finale                      | Risultato        |
| 1.  | 16 luglio 2006  | ITF Women's Circuit Chongqing, Chongqing                   | Cemento     | Ren Jie           | Ji Chunmei Sun Shengnan               | 6-4, 6-3         |
| 2.  | 26 giugno 2006  | ITF Women's Circuit Chengdu, Chengdu                       | Cemento     | Ren Jie           | Xia Huan Xu Yifan                     | 6-4, 6-2         |
| 3.  | 10 luglio 2007  | Miyazaki International Women's Challenger Tennis, Miyazaki | Sintetico   | Zhao Yijing       | Natsumi Hamamura Ayaka Maekawa        | 6-4, 6-4         |
| 4.  | 16 marzo 2009   | Ciudad Santa Cruz De Tenerife, Tenerife                    | Cemento     | Sun Shengnan      | Paula Fondevila Castro Laura Thorpe   | 6-1, 6-2         |
| 5.  | 1º giugno 2009  | Komoro Open, Komoro                                        | Terra rossa | Xu Yifan          | Ayumi Oka Varatchaya Wongteanchai     | 6-1, 6-2         |
| 6.  | 2 agosto 2010   | Beijing International Challenger, Pechino                  | Cemento     | Sun Shengnan      | Ji Chunmei Liu Wanting                | 4-6, 6-2, [10-5] |
| 7.  | 30 maggio 2011  | AEGON Trophy, Nottingham                                   | Erba        | Kimiko Date-Krumm | Raquel Kops-Jones Abigail Spears      | 6-4, 7-6(7)      |
| 8.  | 31 ottobre 2011 | Grapevine Women's Tennis Classic, Grapevine                | Cemento     | Jamie Hampton     | Lindsay Lee-Waters Megan Moulton-Levy | 6-4, 6-0         |

#### Vittorie (4)
| Torneo $100.000 (0) |
| Torneo $80.000 (0)  |
| Torneo $75.000 (0)  |
| Torneo $60.000 (0)  |
| Torneo $50.000 (1)  |
| Torneo $40.000 (0)  |
| Torneo $25.000 (1)  |
| Torneo $15.000 (0)  |
| Torneo $10.000 (2)  |

| No. | Data            | Torneo                                 | Superficie | Partner           | Rivali in finale             | Risultato            |
| 1.  | 5 novembre 2007 | ITF Women's Circuit Taizhou, Taizhou   | Cemento    | Ren Jie           | Ji Chunmei Sun Shengnan      | 6(5)–7, 6–1, [11–13] |
| 2.  | 9 febbraio 2009 | ITF Women's Circuit Jiangmen, Jiangmen | Cemento    | Xie Yanze         | Hao Jie Kao Shao-yuan        | 0-6, 5-7             |
| 3.  | 2 marzo 2009    | Open GDF Suez De Lyon, Lione           | Cemento    | Pemra Özgen       | Lu Jingjing Sun Shengnan     | 4-6, 5-7             |
| 4.  | 8 gennaio 2012  | Blossom Cup, Quanzhou                  | Cemento    | Kimiko Date-Krumm | Chan Hao-ching Rika Fujiwara | 6–4, 4–6, [7–10]     |

## Risultati in progressione
| Sigla | Risultato               |
| ----- | ----------------------- |
| V     | Vincitore               |
| F     | Finalista               |
| SF    | Semifinalista           |
| O     | Oro olimpico            |
| A     | Argento olimpico        |
| SF    | Bronzo olimpico         |
| QF    | Quarti di Finale        |
| 4T    | Quarto turno            |
| 3T    | Terzo turno             |
| 2T    | Secondo turno           |
| 1T    | Primo turno             |
| RR    | Round Robin             |
| LQ    | Turno di qualificazione |
| A     | Assente                 |
| ND    | Non disputato           |

| Legenda superfici    |
| -------------------- |
| Cemento              |
| Terra battuta        |
| Erba                 |
| Superficie variabile |

### Singolare
| Tornei del Grande Slam |               |               |               |               |               |               |         |               |               |               |         |               |               |               |               |         |               |               |            |            |
| Australian Open        | A             | Q1            | Q3            | A             | Q1            | 1T            | 1T      | A             | 1T            | 1T            | QF      | 2T            | 2T            | 3T            | 3T            | 1T      | 3T            | 4T            | 0 / 12     | 15–12      |
| Open di Francia        | Assente       | Assente       | Q2            | A             | 1T            | 1T            | 1T      | A             | 1T            | 1T            | 2T      | 3T            | 2T            | 2T            | 4T            | 1T      | 1T            | 1T            | 0 / 13     | 8–13       |
| Wimbledon              | Assente       | Assente       | Assente       | Assente       | Q2            | 1T            | Q2      | A             | 1T            | Q3            | 1T      | 1T            | 1T            | QF            | ND            | 1T      | 3T            | 1T            | 0 / 9      | 6–9        |
| US Open                | A             | Q2            | 1T            | Q2            | Q2            | 1T            | Q3      | Q1            | 1T            | A             | 3T      | 3T            | 1T            | 3T            | 1T            | 2T      | 4T            | A             | 0 / 10     | 10–10      |
| Vittorie-sconfitte     | 0–0           | 0–0           | 0–1           | 0–0           | 0–1           | 0–4           | 0–2     | 0–0           | 0–4           | 0–2           | 7–4     | 5–4           | 2–4           | 9–4           | 5–3           | 1-4     | 7-4           | 3-3           | 0 / 44     | 39–44      |
| Giochi olimpici        |               |               |               |               |               |               |         |               |               |               |         |               |               |               |               |         |               |               |            |            |
| Giochi olimpici        | Non disputati | Non disputati | A             | Non disputati | Non disputati | Non disputati | A       | Non disputati | Non disputati | Non disputati | 2T      | Non disputati | Non disputati | Non disputati | Non disputati | A       | Non disputati | Non disputati | 0 / 1      | 1–1        |
| WTA Premier Mandatory  |               |               |               |               |               |               |         |               |               |               |         |               |               |               |               |         |               |               |            |            |
| Indian Wells           | Assente       | Assente       | Assente       | Assente       | Assente       | 2T            | 1T      | A             | 1T            | A             | 3T      | 2T            | 3T            | 2T            | ND            | 1T      | 1T            | 2T            | 0 / 10     | 6–10       |
| Miami                  | Assente       | Assente       | Assente       | Assente       | Assente       | 1T            | 2T      | Q2            | 1T            | 1T            | 2T      | 3T            | 2T            | 1T            | ND            | 1T      | 3T            | A             | 0 / 10     | 6–10       |
| Madrid                 | Non disputato | Non disputato | Non disputato | Non disputato | Assente       | Assente       | Assente | Assente       | 1T            | Assente       | Assente | 1T            | 2T            | 1T            | ND            | 1T      | 1T            | A             | 0 / 6      | 1–6        |
| Pechino                | Tier II       | Tier II       | Tier II       | 3T            | 1T            | 1T            | 2T      | 2T            | 1T            | 1T            | QF      | 2T            | QF            | 1T            | ND            | Assente | Assente       | Assente       | 0 / 11     | 11–11      |
| WTA Premier 5          |               |               |               |               |               |               |         |               |               |               |         |               |               |               |               |         |               |               |            |            |
| Doha / Dubai[1]        | Assente       | Assente       | Assente       | Assente       | Q2            | 2T            | A       | 1T            | 2T            | Q1            | A       | 1T            | 1T            | 2T            | 1T            | A       | 1T            | 1T            | 0 / 9      | 3–9        |
| Roma                   | Assente       | Assente       | Q1            | Assente       | Assente       | Assente       | Assente | Q1            | QF            | Q1            | A       | 1T            | 2T            | 1T            | 1T            | 1T      | 2T            | A             | 0 / 7      | 5–7        |
| Montréal / Toronto     | Assente       | Assente       | Assente       | Assente       | Assente       | 1T            | Q2      | A             | 1T            | A             | 1T      | A             | 2T            | 2T            | ND            | 1T      | 2T            | 1T            | 0 / 8      | 3–8        |
| Cincinnati             | Assente       | Assente       | Assente       | Assente       | Assente       | 1T            | Assents | Assents       | 2T            | A             | 1T      | Assente       | Assente       | Q1            | 1T            | 1T      | QF            | A             | 0 / 6      | 4–6        |
| Tokyo / Wuhan[2]       | Assente       | Assente       | Assente       | Assente       | Assente       | 1T            | Assente | Assente       | Assente       | Assente       | 2T      | 2T            | 3T            | 1T            | ND            | A       | SF            | A             | 0 / 6      | 7–6        |
| Carriera               |               |               |               |               |               |               |         |               |               |               |         |               |               |               |               |         |               |               |            |            |
| Tornei giocati         | 1             | 3             | 6             | 1             | 4             | 22            | 6       | 9             | 21            | 9             | 23      | 25            | 27            | 23            | 9             | 28      | 33            | 19            | 268        | 268        |
| Titoli                 | 0             | 0             | 0             | 0             | 0             | 0             | 0       | 2             | 0             | 0             | 0       | 2             | 0             | 0             | 0             | 0       | 1             | 0             | 5          | 5          |
| Finali                 | 0             | 0             | 0             | 0             | 0             | 0             | 0       | 3             | 0             | 0             | 1       | 2             | 0             | 1             | 1             | 2       | 2             | 0             | 12         | 12         |
| Totale V-S             | 0–1           | 0–4           | 0–6           | 2–2           | 3–6           | 8–22          | 2–6     | 9–4           | 18–24         | 4–12          | 26–19   | 23–23         | 28–27         | 19–23         | 12–9          | 22-27   | 38-30         | 5-18          | 219–263    | 219–263    |
| Ranking di fine anno   | 200           | 155           | 212           | 153           | 91            | 126           | 122     | 51            | 62            | 186           | 23      | 36            | 35            | 46            | 35            | 63      | 24            | 208           | $9.971.239 | $9.971.239 |

Note
- 1 Il Dubai Tennis Championships e il Qatar Ladies Open di Doha si scambiano frequentemente lo status tra evento Premier ed evento Premier 5.
- 2 Nel 2014 il Toray Pan Pacific Open ha cambiato lo status in evento Premier ed è stato sostituito dal Wuhan Open come evento Premier 5.

## Vittorie contro giocatrici Top 10
| Stagione | 2009 | 2010 | 2011 | 2012 | 2013 | 2014 | 2015 | 2016 | 2017 | 2018 | 2019 | 2020 | 2021 | 2022 | 2023 | 2024 | Totale |
| Vittorie | 1    | 0    | 0    | 0    | 0    | 1    | 0    | 2    | 1    | 1    | 0    | 0    | 0    | 2    | 0    | 1    | 9      |

| #    | Giocatrice       | Ranking | Evento                        | Superficie  | Turno | Punteggio           | Rank. ZSR |
| ---- | ---------------- | ------- | ----------------------------- | ----------- | ----- | ------------------- | --------- |
| 2009 |                  |         |                               |             |       |                     |           |
| 1.   | Dinara Safina    | 1       | China Open, Pechino           | Cemento     | 2T    | 7-5, 7-6(5)         | 226       |
| 2014 |                  |         |                               |             |       |                     |           |
| 2.   | Petra Kvitová    | 6       | Internazionali d'Italia, Roma | Terra rossa | 2T    | 7-6(6), 5-7, 6-3    | 43        |
| 2016 |                  |         |                               |             |       |                     |           |
| 3.   | Simona Halep (1) | 2       | Australian Open, Melbourne    | Cemento     | 1T    | 6-4, 6-3            | 133       |
| 4.   | Simona Halep (2) | 4       | China Open, Pechino           | Cemento     | 3T    | 6-0, 6-3            | 36        |
| 2017 |                  |         |                               |             |       |                     |           |
| 5.   | Garbiñe Muguruza | 7       | Qatar Ladies Open, Doha       | Cemento     | 2T    | 7-6(3), 3-6, 7-5    | 31        |
| 2018 |                  |         |                               |             |       |                     |           |
| 6.   | Angelique Kerber | 3       | China Open, Pechino           | Cemento     | 3T    | 6-1, 2-6, 6-0       | 45        |
| 2022 |                  |         |                               |             |       |                     |           |
| 7.   | Anett Kontaveit  | 2       | Cincinnati Open, Cincinnati   | Cemento     | 3T    | 2-6, 6-4, 6-4       | 44        |
| 8.   | Caroline Garcia  | 10      | Pan Pacific Open, Tokyo       | Cemento     | 2T    | 4-6, 7-6(5), 7-6(5) | 28        |
| 2024 |                  |         |                               |             |       |                     |           |
| 9.   | Emma Navarro     | 8       | China Open, Pechino           | Cemento     | 2T    | 6-4, 6-2            | 595       |